# Достанко, Николай Евкович
Достанко Николай Евкович (20 августа 1917 — 1989) — белорусский советский журналист, учёный, кандидат исторических наук (1967 г.). Основатель и первый заведующий кафедрой теории и практики радиовещания и телевидения на факультете журналистики БГУ (1967-1975), которая в 1974 году была переименована в кафедру телевидения и радиовещания.

## Биография
Родился в 1917 году в деревне Обчин, Любанского р-на Минской области в крестьянской семье. Женился на Богданович Ольге Устиновне (04.02.1919 — 25.12.1955). 
Дочери: Достанко (Павлина) Ирина Николаевна 1941 г.р., Достанко (Глазунова) Валентина Николаевна 1945 г.р.

## В годы войны
С первых дней войны остался в тылу врага. Создал и руководил подпольной партийно-комсомольской группой. Когда стало невозможным дальнейшее пребывание на подпольной работе, был отозван в партизанскую зону.
Участник Великой Отечественной войны.
С начала 1941 года был назначен заведующим отделом пропаганды и агитации Телеханского райкома партии и редактором районной газеты в п. Телеханы, позже участник Слуцкого подпольного райкома КП(б)Б.
С июля 1941 года связной группы, а затем партизанского отряда Н. Н. Розова в 64-й бригаде им. Чкалова.
С сентября 1942 г. — партизан отряда М. М. Громова.
С 1943 г. был редактором, а позже руководил изданием слуцкой районной газеты «НАРОДНЫ МСЦІВЕЦ», которую печатали на острове Зыслов, в Загальских болотах (Любанский район Минской области), в д. Новые Терушки. Для шрифта сделали кассу, а для печатания – деревянный валик и железную рамку, куда закладывается шрифт. Подпольная печать особенно широко начала развиваться с созданием Слуцкого подпольного райкома КП(б)Б. Оборудование этой типографии было произведено за счёт материалов, доставленных партизанами-связными. В типографии выпускали не только газеты, но и большое количество листовок, издаваемых подпольно райкомом партии и райкомом комсомола. Так, например, в июле 1943 года среди населения района было распространено 1900 экземпляров газеты «Народны мсцівец» и 6800 экземпляров листовок.
Всего в тылу врага было выпущено 79 номеров газеты общим тиражом 37 300 экз. В 1943 г. — 53 номера, в 1944 — 25. Последний номер вышел 25 июня 1944 г. Также было выдано 72 000 экз. листовок.
В номере за 1 января 1944 г. помещено сообщение, что в типографии «Народного мстителя» издан сборник стихов А. Астрейко «Слуцкий пояс». Издание было хорошо художественно оформлено партизанами С. Золотым и С. Беляевым. Это уникальный во всей тогдашней поэзии сборник. Самые лучшие стихи (их 22) были собраны в отдельное издание. После боевой схватки с врагом партизаны заполучили бумагу, вырезали деревянные заставки, вместо краски использовали ваксу с сажей. Издание начиналось посвящением автора: «Посвящаю Слуцким партизанам бригады имени Чкалова». Предисловие к сборнику написал секретарь Слуцкого подпольного районного комитета КП(б)Б И. Кононович. В книге помещены такие стихи, как «Беларусь-партизанка», «Время расплаты», «Песня разведчика», «Вперёд» и др. Уникальный экземпляр, пробитый вражеской пулей, поступил в музей из Комитета по делам культпросветучреждений при Совмине БССР. На титульном листе дарственная надпись автора: «Валодзю Канановічу (аднаму з галоўных друкароў) і земляку з Капыльшчыны на ўспаміны і памяць аб аўтары. Анатоль Астрэйка. 18.11.1943 г. Партызанскі лагер». Володя Кононович в партизанской типографии исполнял обязанности машиниста редакции. В бою под деревней Калиновкой был ранен, пуля пробила книжечку стихов, что находилась при нём. На последней странице была добавлена надпись. Её сделал своей рукой бывший редактор сборника Н.Е. Достанко:
”Прашыта куляю варожай
Як мы ішлі ў бой
Але як шчасцем мы дарожым
Напісана табой.
М.Дастанка.
1945 г…” .
Поэтический сборник “Слуцкий пояс” прочно вошёл в историю белорусской литературы и историю партизанского движения Беларуси.

## После войны
В послевоенные годы работал:
- заместителем главного редактора бобруйской областной газеты «Бабруйскае жыццё»;
- редактор газеты «Чырвоная Змена»;
- собственным корреспондентом газеты «Известия» по БССР;
- корреспондентом центральных изданий;
- корреспондентом Всесоюзного радио;
- редактором «Настаўніцкай газеты» (1955—1968).

Окончил Высшую партийную школу при ЦК КПСС. В 1967 году в Москве защитил кандидатскую диссертацию на соискание учёной степени кандидата исторических наук.
В 1969 году получил звание доцента. Старший научный сотрудник Института истории АН БССР.

## Награды
Награждён Орденом Красной Звезды, Орденом Отечественной войны II степени, Орденом «Знак Почета», Медаль «Партизану Отечественной войны» 1 степени, Медаль «За победу над Германией в Великой Отечественной войне 1941–1945 гг.».

## Научная деятельность
Он исследовал проблемы становления, развития и роли белорусской печати, становление и роль телевидения социалистических стран. Изучал публицистическое творчество В. Хоружей, П. Головача, а и др.
Опубликованные работы:
- Достанко, Николай Евкович. Газета "Звязда" в годы Великой Отечественной войны (июнь 1941 – май 1945 гг.) : автореферат диссертации на соискание ученой степени кандидата исторических наук / Н. Е. Достанко // Белорусский государственный университет им. В. И. Ленина, Филологический факультет, Кафедра истории журналистики. — 1967.
- Н. Достанко, канд. ист. наук С. Гатилло. Роль радиоинформации в коммунистическом воспитании трудящихся : Материал в помощь лектору // Правл. о-ва "Знание" Белорусской ССР, Науч.-метод. совет по пропаганде ист. знаний. — 1974.
- Н. Е. Достанко, А. А. Плавник. Многоликий экран : Телевидение соц. стран.. — Минск : Изд-во БГУ им. В. И. Ленина, 1974. — 206 с.
- Партийное подполье в Белоруссии, 1941—1944 : страницы воспоминаний. / В. Е. Лобанок и др. // Институт истории Академии наук БССР, Институт истории партии при ЦК КП Белоруссии — филиал Института марксизма-ленинизма при ЦК КПСС. — 1984.
- Н. Е. Достанко, Г. Д. Кнатько. Подвиг на земле белорусской.. — Минск : Наука и техника, 1984.